# قضب (عروض)
القضب في العروض هو خرم مفاعلتن فتصير فاعتلن وتُنقل إلى مفتعلن.